# Crisma

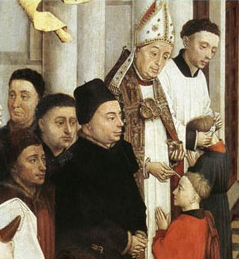
"Cerimônia de Crisma": quadro de Rogier van der Weyden que faz parte do "Tríptico dos Sete Sacramentos" em exposição no Museu Real de Belas Artes de Antuérpia

A Crisma, segundo a doutrina da Igreja Católica, é um sacramento em que o fiel recebe, através da ação do bispo, uma unção com o Crisma (óleo de oliveira). Trata-se de um rito em que o ministro sagrado impõe as mãos sobre os confirmandos, invocando o Espírito Santo, e os unge com óleo de oliveira. "A Crisma é um sacramento que nos dá o Espírito Santo, imprime na nossa alma o caráter de soldados de Cristo, e nos faz ser perfeitos cristãos." Ao serem batizados, os crismandos assumem sua fé de livre vontade e se responsabilizam por ela. Ao receber o sacramento da confirmação, o crismando afirma, por conta própria, que é membro da fé católica.

## Iniciação
A Crisma é inseparável do Batismo. Juntamente com Batismo e a Eucaristia por exemplo, é considerada pela Igreja Católica como um dos "sacramentos da iniciação cristã". A imposição das mãos é reconhecida pela tradição católica como a origem do sacramento da Confirmação.
Na Igreja Católica, o sacramento deve ser administrado por um bispo ou, por delegação especial, um padre. No Oriente, este sacramento é administrado imediatamente depois do Batismo; é seguido da participação na Eucaristia, tradição que põe, em destaque, a unidade dos três sacramentos da iniciação cristã. Na Igreja Latina, administra-se este sacramento quando se atinge a idade da razão, e, normalmente, se reserva sua celebração ao bispo, significando, assim, que este sacramento corrobora o vínculo eclesial.

## Efeitos
A Igreja afirma que a celebração deste sacramento resulta em efusão especial do Espírito Santo, como outorgado antigamente aos apóstolos por ocasião do Pentecostes; em aprofundamento e crescimento da Graça batismal e do sentido de filiação divina; une o crismando mais solidamente a Cristo; aumenta os dons do Espírito Santo; torna mais perfeita a sua vinculação com a Igreja; e concede uma especial graça para testemunhar a fé. A doutrina sobre este sacramento afirma que ele imprime "caráter", como se deixasse na alma um selo ou marca indelével que vincula o crismando como uma "propriedade" de Cristo.